# Parectopa
Parectopa är ett släkte av fjärilar som beskrevs av James Brackenridge Clemens 1860. Parectopa ingår i familjen styltmalar.

## Bildgalleri

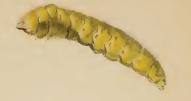
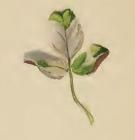
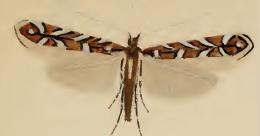
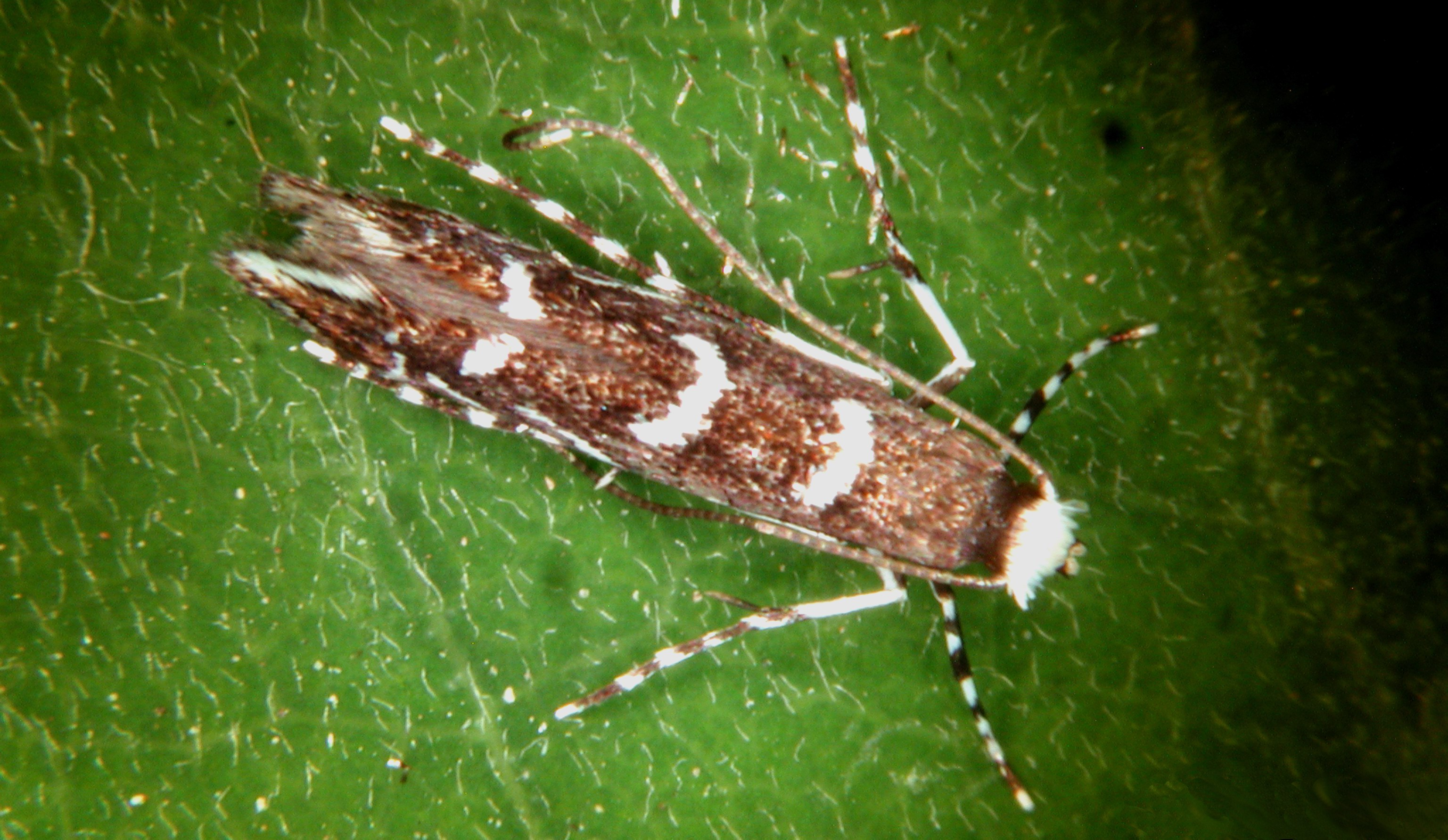
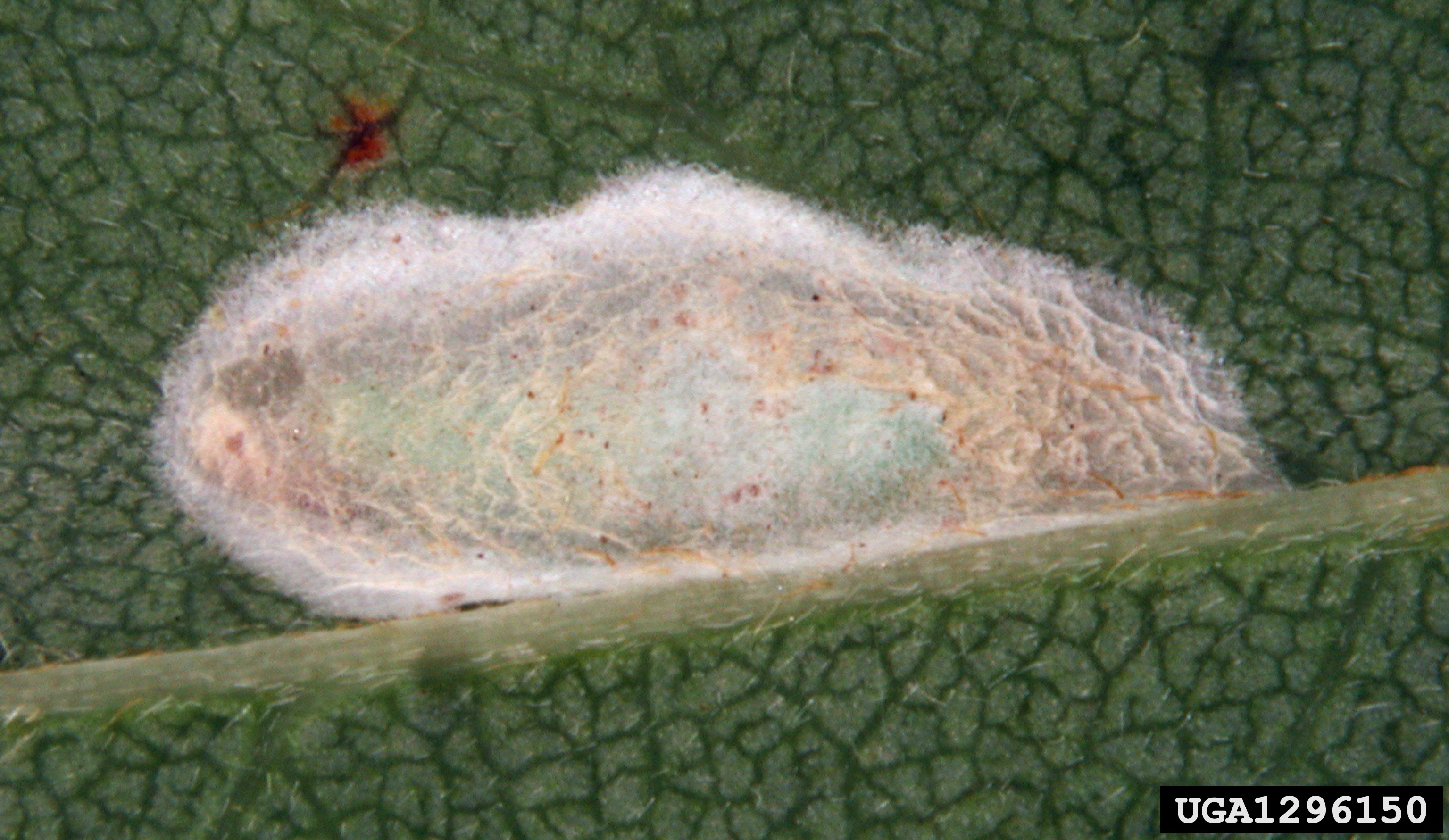
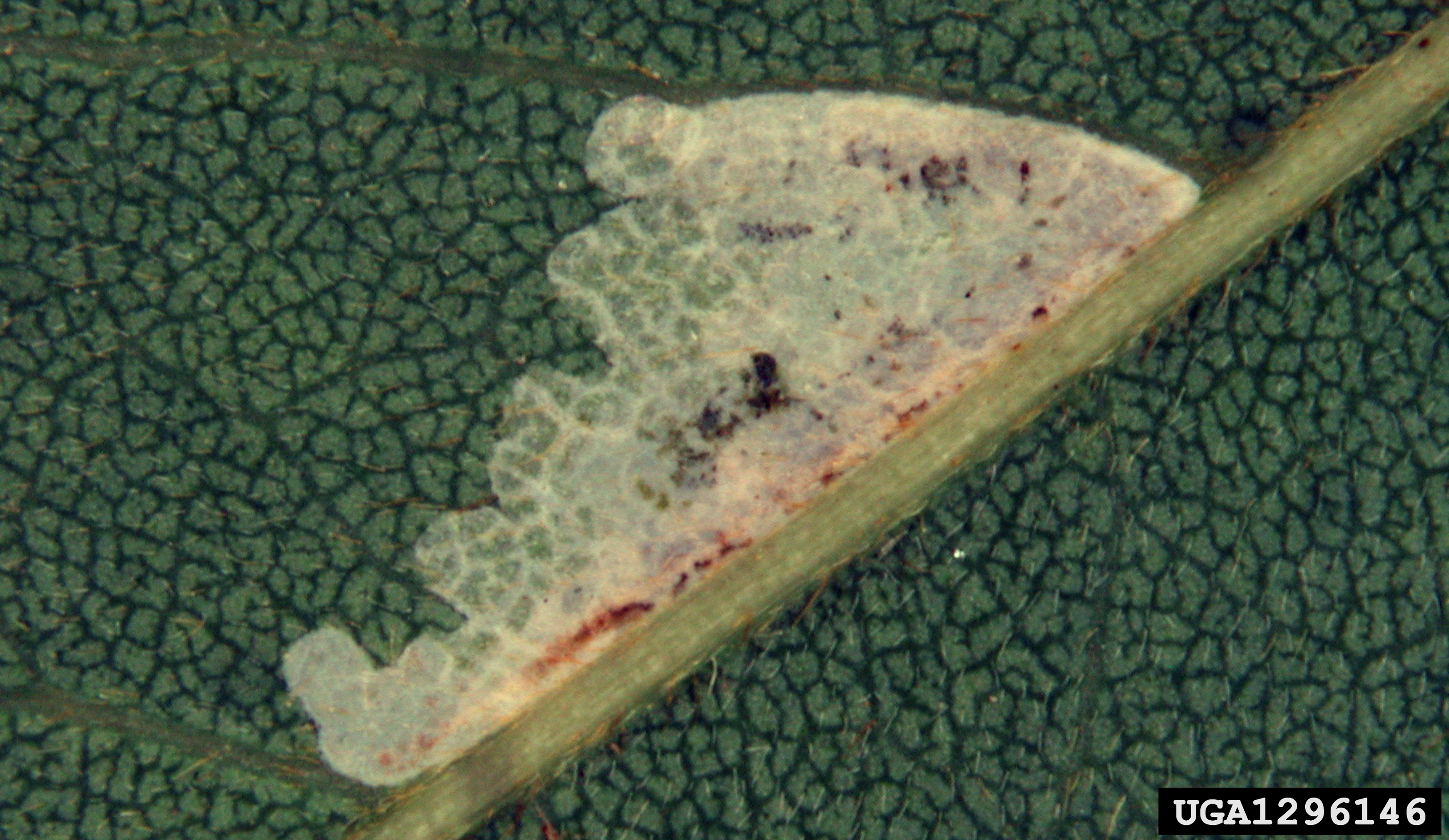

## Dottertaxa tillParectopa, i alfabetisk ordning[1][2]
- Parectopa albicostella
- Parectopa bosquella
- Parectopa bumeliella
- Parectopa capnias
- Parectopa clethrata
- Parectopa dactylota
- Parectopa exorycha
- Parectopa geraniella
- Parectopa grisella
- Parectopa heptametra
- Parectopa interpositella
- Parectopa lespedezaefoliella
- Parectopa leucocyma
- Parectopa leucographa
- Parectopa lithocolletina
- Parectopa lithomacha
- Parectopa lyginella
- Parectopa mnesicala
- Parectopa nesitis
- Parectopa occulta
- Parectopa ononidis
- Parectopa ophidias
- Parectopa oxysphena
- Parectopa pennsylvaniella
- Parectopa picroglossa
- Parectopa plantaginisella
- Parectopa promylaea
- Parectopa pselaphotis
- Parectopa pulverella
- Parectopa quadristrigella
- Parectopa refulgens
- Parectopa robiniella
- Parectopa rotigera
- Parectopa thermopsella
- Parectopa toxomacha
- Parectopa trichophysa
- Parectopa tyriancha
- Parectopa undosa
- Parectopa viminea